# Cratere Aleyin
Aleyin è un cratere sulla superficie di Ganimede.